# St.-Marien-Kirche (Bergen)

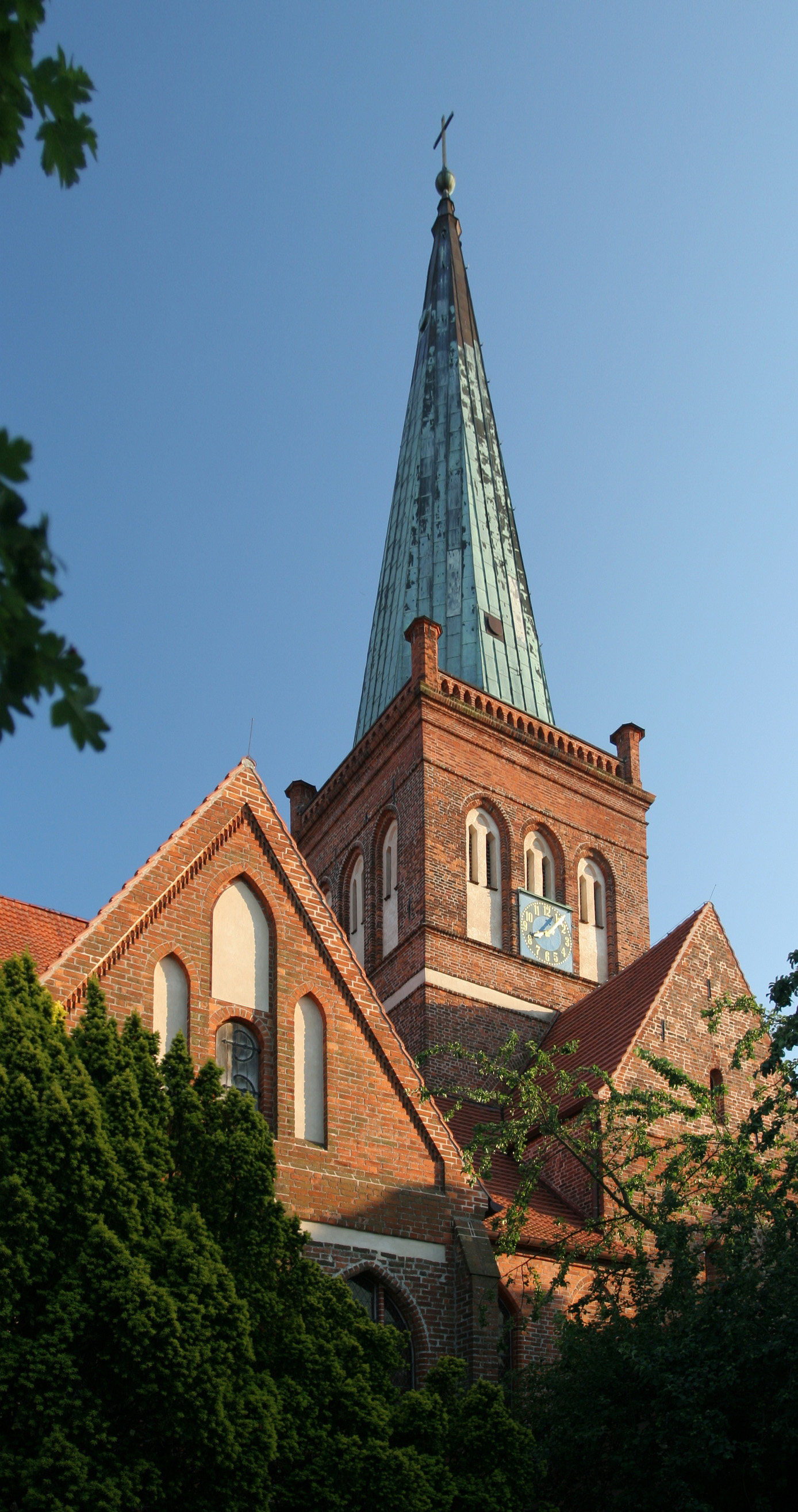
Die St.-Marien-Kirche in Bergen

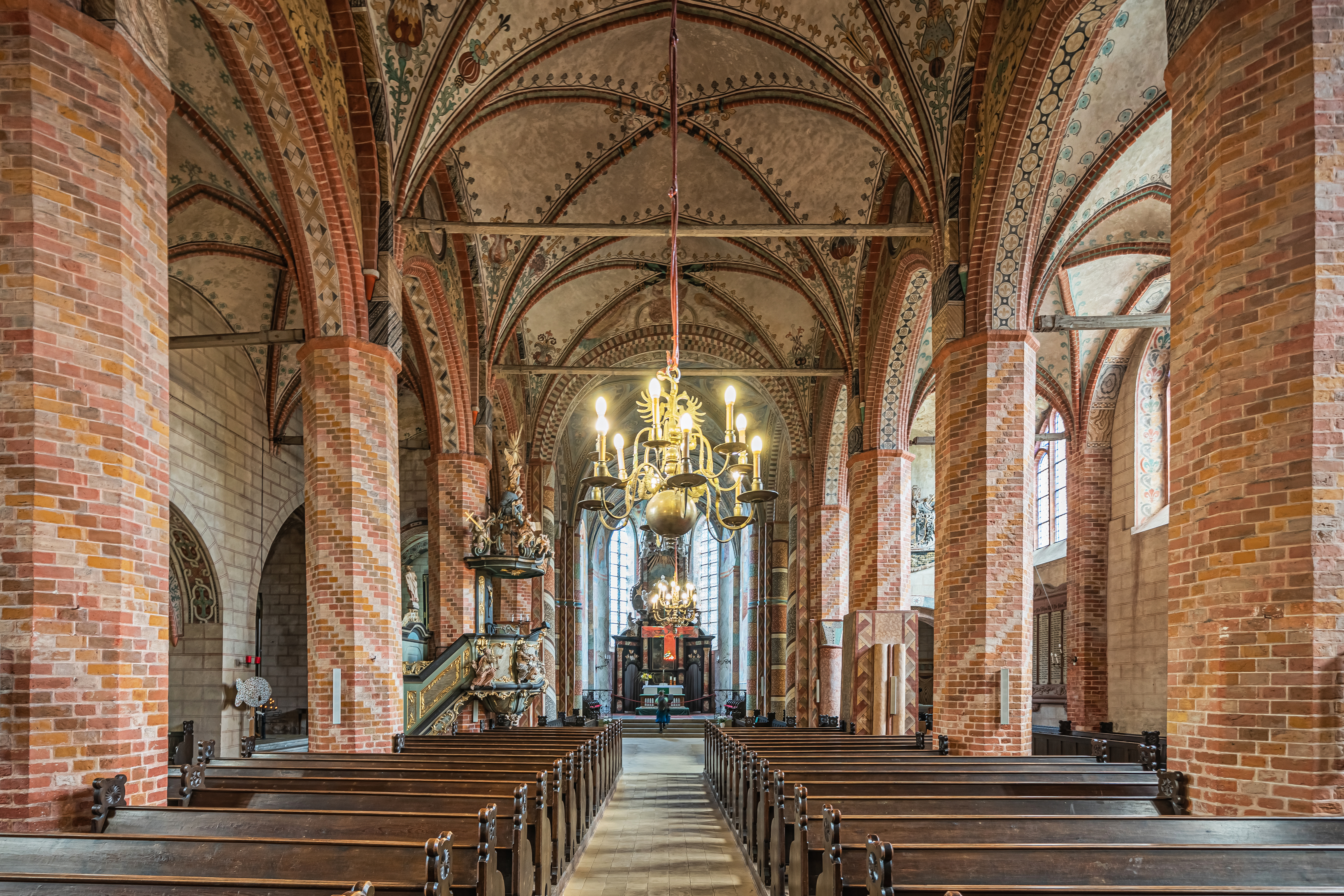
St.-Marien-Kirche: Innenraum

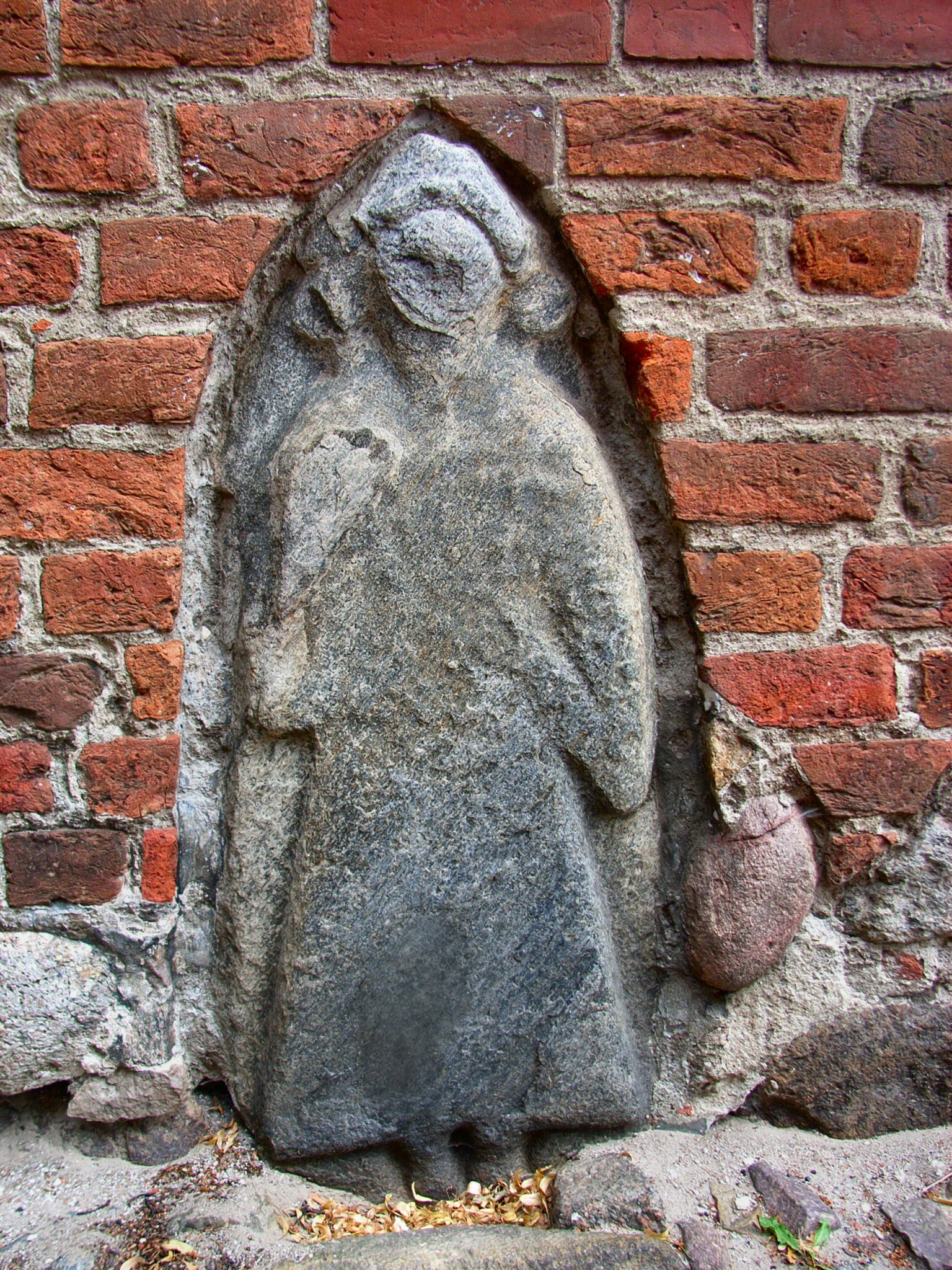
Bildstein in der Westfassade der St.-Marien-Kirche

Die St.-Marien-Kirche ist die Kirche der Evangelischen Kirchengemeinde Bergen auf Rügen, die zum Pommerschen Evangelischen Kirchenkreis gehört und etwa 1600 Gemeindeglieder zählt. Sie ist das älteste Bauwerk der Stadt Bergen auf Rügen und neben der Pfarrkirche Altenkirchen das älteste Bauwerk der Insel Rügen.

## Geschichte
Um 1180 begann der Bau der Kirche, eine romanische Basilika mit Querschiff, unter dem rügischen Fürsten Jaromar I. Seine Pläne, die Kirche zur Pfalz auszubauen, musste Jaromar wegen der Ungunst seiner dänischen Lehnsherren aufgeben. Darum wurde die Kirche 1193 als Klosterkirche für Nonnen der Benediktiner geweiht. 1380 wurde sie zugleich Pfarrkirche.
Das Langschiff in Form einer dreischiffigen Halle mit fünf Jochen und das Obergeschoss des Querbaus stammen aus gotischer Zeit (14. Jahrhundert). Zu einem der überregional bedeutendsten Ausstattungsstücke zählt das Taufbecken aus dem 14. Jahrhundert. Lange galt der überaus kunstvoll gearbeitete Abendmahlskelch als Arbeit des 13. Jahrhunderts. Zugeordnet wurde er zumeist einer Lübecker Werkstatt, die auch den Messkelch des Klosters Preetz gefertigt haben soll. Zuletzt wurden jedoch Untersuchungen publiziert, die die Echtheit anzweifelten und in dem Stück ein Werk der 1880er Jahre sahen. Befunde, die für diese These sprechen, sind die Tatsache, dass das Filigran wie maschinell, sprich zu regelmäßig gearbeitet ist, kaum Lötstellen zu sehen sind, was mit mittelalterlichen Öfen schwerlich zu erreichen war, und die Beschaffenheit der Schmucksteine. Der Kelch wurde 1877 erstmalig der Öffentlichkeit bekannt und kurze Zeit später bereits durch eine Zeichnung dokumentiert. Die Forscher stellten sichtbare Unterschiede zwischen dieser ersten Dokumentation und dem heutig als original aufgefassten Objekt fest. Somit steht offen, ob der Bergener Kelch eine reine Erfindung des 19. Jahrhunderts ist oder ob es sich um eine Replik handelt, die auf ein verloren gegangenes Exemplar aus dem Mittelalter zurückgeht.
Aus dem Barock stammen der Kronleuchter (17. Jahrhundert), der Altar (1730) und die Kanzel (1776). Die romanischen Wandmalereien der Kirche sind das einzige Beispiel für eine Totalausmalung einer Kirche in Norddeutschland. Sie wurden 1896 bis 1903 von August Oetken restauriert.
Die große Glocke der Kirche wurde nach einem Großbrand 1445 gegossen und wiegt etwa drei Tonnen.

## Orgel
Die zweimanualige Orgel der Kirche wurde 1909 von Felix Johannes und Felix Grüneberg gebaut und 1945 von der Firma Schuke umgebaut. 2006–2009 wurde das Instrument durch die Orgelwerkstatt Christian Scheffler aus Sieversdorf restauriert und dabei auf den Stand von 1909 gebracht. Es hat 28 Register auf zwei Manualen und Pedal.
| I Hauptwerk C–g3 |                 |     |
| 1.               | Bordun          | 16′ |
| 2.               | Principal       | 8′  |
| 3.               | Gambe           | 8′  |
| 4.               | Hohlflöte       | 8′  |
| 5.               | Gedackt         | 8′  |
| 6.               | Octave          | 4′  |
| 7.               | Flöte           | 4′  |
| 8.               | Rauschquinte II |     |
| 9.               | Cornett III     |     |
| 10.              | Mixtur IV       |     |
| 11.              | Trompete        | 8′  |

| II Schwellwerk C–g3 |                         |     |
| 12.                 | Liebl. Gedackt          | 16′ |
| 13.                 | Principal               | 8′  |
| 14.                 | Concertflöte            | 8′  |
| 15.                 | Rohrflöte               | 8′  |
| 16.                 | Aeoline                 | 8′  |
| 17.                 | Voix celeste            | 8′  |
| 18.                 | Praestant               | 4′  |
| 19.                 | Traversflöte            | 4′  |
| 20.                 | Progressio harm. II–III |     |
| 21.                 | Oboe                    | 8′  |

| Pedal C–f1 |            |     |
| 22.        | Contrabass | 16′ |
| 23.        | Subbass    | 16′ |
| 24.        | Violon     | 8′  |
| 25.        | Cello      | 8′  |
| 26.        | Bassflöte  | 8′  |
| 27.        | Posaune    | 16′ |
| 28.        | Trompete   | 8′  |

- Koppeln: II/I, II 16′/I, I/P, II/P
- Spielhilfen: Feste Kombinationen (p, mf, f, tutti), eine freie Kombination, Crescendowalze, diverse Absteller

## Gemeinde
Die evangelische Kirchengemeinde gehört seit 2012 zur Propstei Stralsund im Pommerschen Evangelischen Kirchenkreis der Evangelisch-Lutherischen Kirche in Norddeutschland. Vorher gehörte sie zum Kirchenkreis Stralsund der Pommerschen Evangelischen Kirche.

### Geistliche
- 1707–1755 Andreas Ritter (* 1681 in Lübeck; † 15. April 1755), Propst
- 1963–1981 Klaus Ewert (* 1912 in Rogahlen, Krs. Angerapp; † 12. Juli 1992), Superintendent[9][10]

## Kurioses

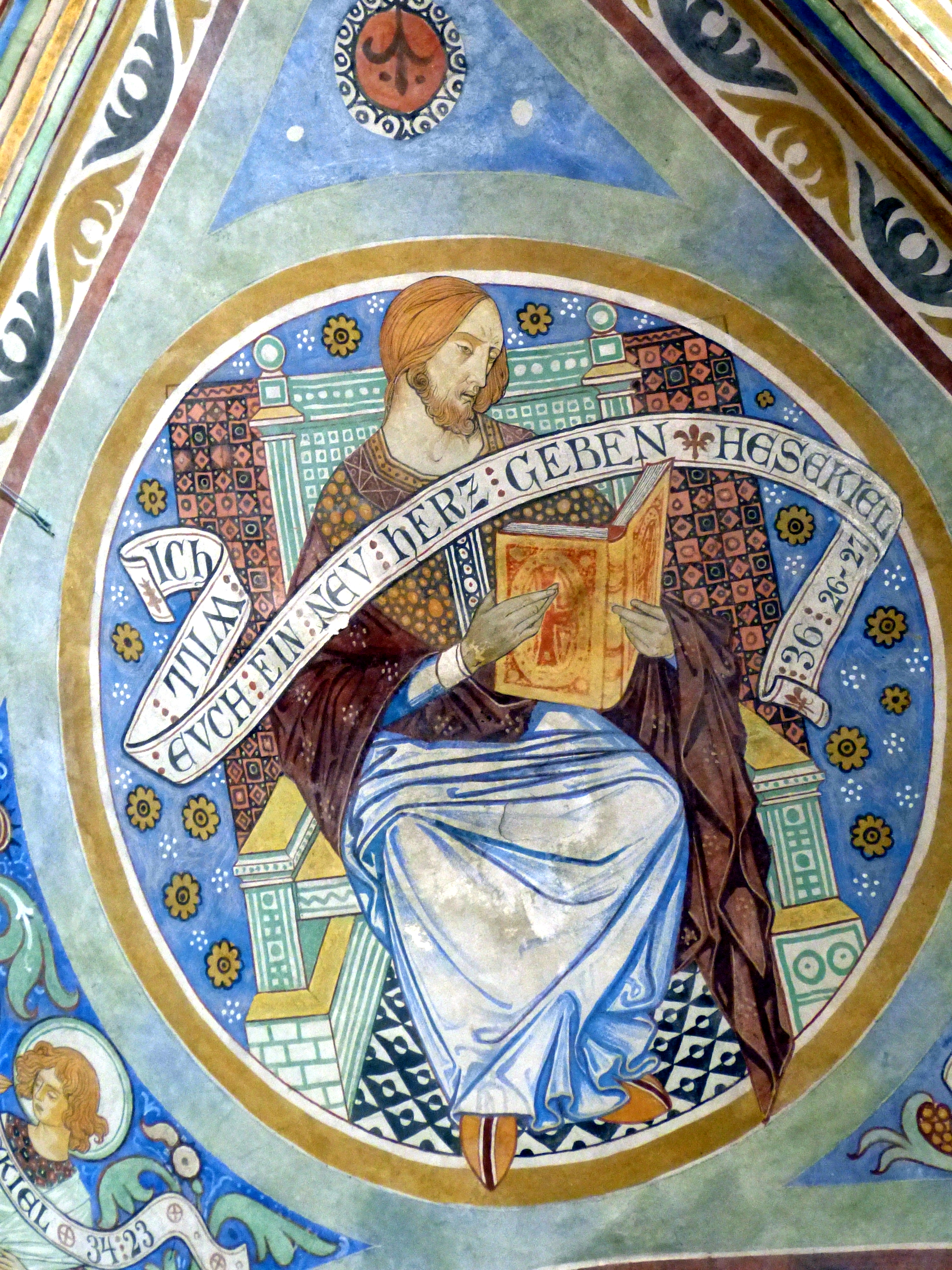
Chor: Fresken (12. Jhdt., restauriert 1896–1903) mit Darstellung des Propheten Ezechiel mit Zitat: „Ich will euch ein neu Herz geben“ (Eze. 36:26)

Das Zifferblatt der Kirchturmuhr auf der Nordseite ist seit der Restaurierung im Jahr 1983 in 61 Minuten unterteilt. Ein Orkan hatte die Uhr beschädigt. Als die Arbeiter mit der Erneuerung fertig waren, klaffte eine Lücke in den Minutenanzeigen zwischen der 11 und der 12, also hat man einfach eine weitere Markierung angebracht. Damit ist St. Marien die wahrscheinlich einzige Kirche in Deutschland, auf deren Uhr 61 Minuten angezeigt werden.
Der Kopf des Mönches neben dem Hauptportal soll auf gleicher Höhe sein wie die Spitze der Marienkirche in Stralsund, heißt es in alten Reiseführern.
Unmittelbar vor dem Altar ist das Grab der Prinzessin Elisabeth von Pommern, einer Schwester Bogislaw X., die im 15. Jahrhundert Äbtissin des Klosters in Bergen war.